# 洛克維茨巴赫河
51°01′00″N 13°50′51″E / 51.01667°N 13.84750°E
洛克維茨巴赫河是德國的河流，位於該國東部，流經薩克森自由州，屬於易北河的左支流，河道全長24公里，流域面積84平方公里，河口處在德累斯頓。